# Henk Bakker (theoloog)
Henk Bakker (Haarlem, 1960) is hoogleraar aan de Vrije Universiteit van Amsterdam op de leerstoel Geschiedenis, Identiteit en Theologie van het Baptisme. Daarnaast doceert hij aan de Christelijke Hogeschool Ede, het Center of Evangelical and Reformation Theology (CERT) en het Baptisten Seminarium. 
Bakker is kenner van de kerkvaders, de periode van de eerste eeuwen van het christendom. Hij studeerde tweemaal af in de theologie, aan de Evangelische Theologische Faculteit Leuven (ETF) en de theologische faculteit in Utrecht, en promoveerde in Groningen. Bakker staat bekend als een gematigd evangelisch denker. Jezus: Reconstructie en revisie wordt gezien als zijn voorlopig belangrijkste werk.

## Persoonlijk
Henk Bakker woont in Lelystad, is getrouwd en heeft twee geadopteerde dochters (uit India, uit het tehuis dat Moeder Teresa stichtte).